# Marcinkowice (Miechów)
Pour les articles homonymes, voir Marcinkowice.
Marcinkowice est une localité polonaise de la gmina de Charsznica, située dans le powiat de Miechów en voïvodie de Petite-Pologne.